# Снага 10 са Наварона
Снага 10 са Наварона (енгл. Force 10 from Navarone) је ратни филм из 1978. у режији Гаја Хамилтона, снимљен по истоименом роману Алистера Маклејна. Наставак је филма Топови Наварона из 1961. Главне улоге играју Роберт Шо, Едвард Фокс и Харисон Форд, а у филму глуме и Карл Ведерс, Барбара Бах, Франко Неро и Ричард Кил.

## Радња
Године 1943. након успешне мисије на Наварону, Кит Малори (Роберт Шо) и Џон Милер (Едвард Фокс) су послати да пронађу и убију  „Николаја“. У почетку је сматрано да је Николај издајник који је одао информације Немцима о Малорију и Милеру током мисије „Наварон“, док се сада верује да је Николај заправо немачки шпијун који се као капетан Лесковар (Франко Неро) скрива прерушен међу југословенским партизанима.
Да би доспели у Југославију, два човека се удружују са „Снагом 10", америчком диверзантском јединицом коју предводи потпуковник Мајк Барнсби (Харисон Форд).

## Улоге
| Глумац        | Улога                    |
| ------------- | ------------------------ |
| Роберт Шо     | Мајор Кит Малори         |
| Харисон Форд  | Потпуковник Мајк Барнсби |
| Барбара Бах   | Марица Петровић          |
| Едвард Фокс   | водник Џон Милер         |
| Франко Неро   | Капетан Николај Лесковар |
| Карл Ведерс   | водник Вивер             |
| Ричард Кил    | Капетан Дражак           |
| Алан Бадел    | Мајор Петровић           |
| Мајкл Берн    | Мајор Шредер             |
| Филип Лејтам  | Командир Џејмс Џенсен    |
| Ангус Макинес | поручник Даг Рејнолдс    |
| Мајкл Ширд    | водник Бауер             |
| Петар Бунтић  | Марко                    |

## Занимљивости
Снимање филма је завршено на мосту код Ђурђевића Таре, у Црној Гори. Макете бране, долина и мост су изграђени у Медитеранском филмском студију у Малти.